# Amerykański koszmar (film 1983)
Amerykański koszmar (ang. American Nightmare) – kanadyjski thriller z 1983 roku.

## Treść
Eric Blade poszukuje zaginionej siostry, która dawno temu uciekła z domu i został prostytutką.
Nie mogąc liczyć na pomoc policji, zaczyna sam przeszukiwać miejsca, gdzie ją widziano. W tym samym czasie ktoś, brutalnie morduje prostytutki znające jego siostrę.

## Główne role
- Lawrence Day – Eric
- Lora Staley – Louise
- Larry Aubrey – Dolly
- Michael Ironside – Sgt. Skylar